# Khu di tích và danh thắng Tây Thiên

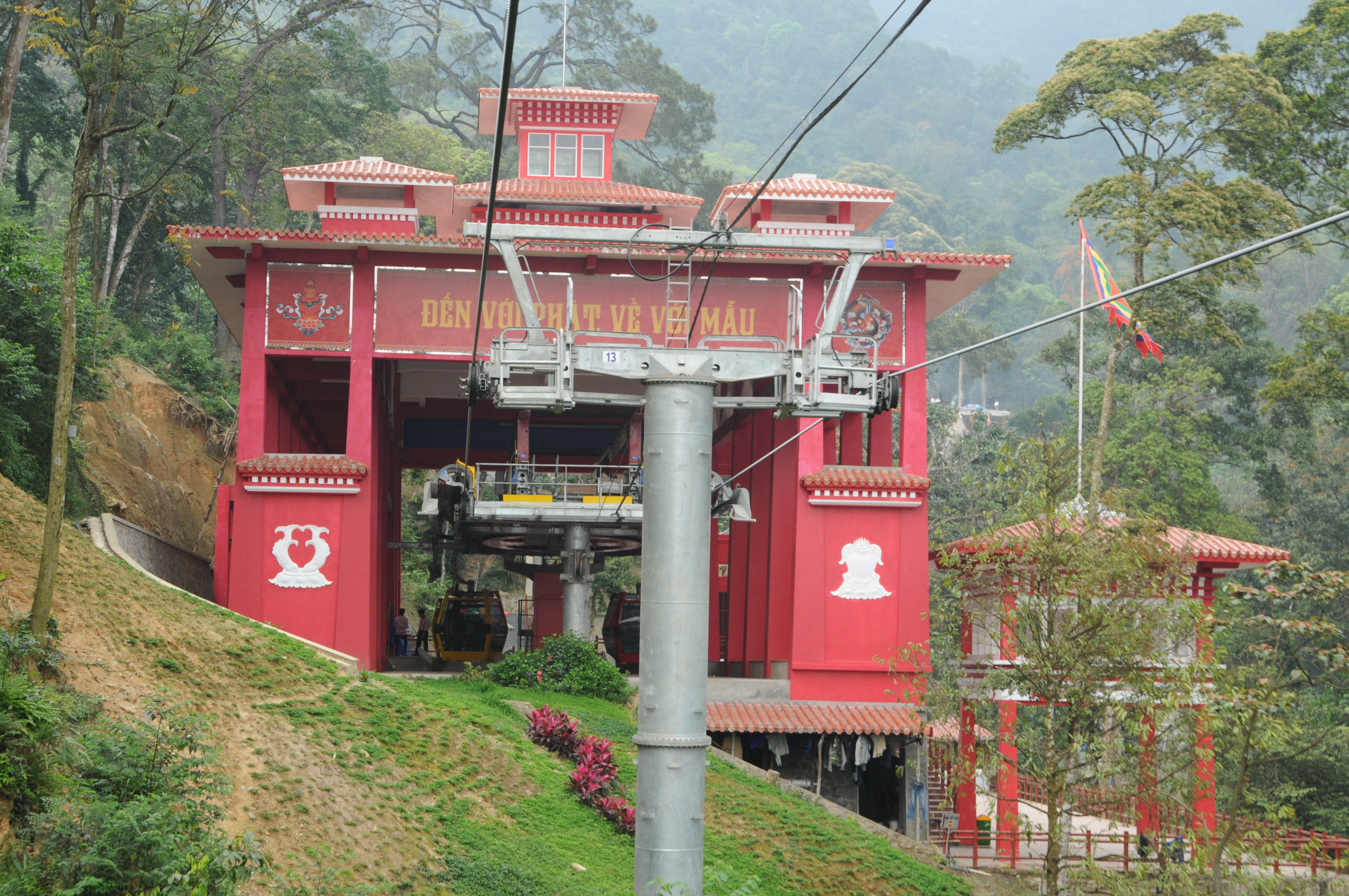
Nhà ga cáp treo Tây Thiên

Khu di tích và danh thắng Tây Thiên là quần thể di tích lịch sử – văn hóa và danh lam thắng cảnh nằm trên sườn núi Thạch Bàn thuộc dãy núi Tam Đảo tại thị trấn Đại Đình, huyện Tam Đảo, tỉnh Vĩnh Phúc. Khu danh thắng Tây Thiên nằm trong vùng lòng chảo của dãy núi Tam Đảo, cao từ 54 m đến 1.100 m so với mực nước biển. Nơi đây bao gồm hệ thống các đình, chùa có giá trị văn hóa và khảo cổ như đền Thượng, đền Thõng, đền Mẫu, đền Cậu, đền Cô... dọc theo con suối Tây Thiên giữa vùng rừng nguyên sinh Tam Đảo. Năm 1991, khu danh thắng Tây Thiên được Nhà nước xếp hạng di tích - danh thắng cấp quốc gia. Ngày 23 tháng 12 năm 2015, di tích lịch sử và danh lam thắng cảnh Tây Thiên – Tam Đảo được Thủ tướng Chính phủ xếp hạng là di tích quốc gia đặc biệt tại Quyết định số 2367/QĐ-TTg.